# Had de la Garbía
Had de la Garbía (en árabe: سوق أحد الغربية‎, en lenguas bereberes: ⵃⴷⴷ ⵖⵔⴱⵢⵢⴰ, en francés: Had Gharbia) es un municipio marroquí en la región de Tánger-Tetuán-Alhucemas. Desde 1912 hasta 1956 perteneció a la zona norte del Protectorado español de Marruecos.